# Jason Lutes
Jason Lutes (7 dicembre 1967) è un fumettista statunitense noto soprattutto per la miniserie Berlin che lo ha tenuto impegnato per oltre venti anni; ha realizzato altre graphic novels e brevi racconti pubblicati su volumi antologici. Insegna al Center for Cartoon Studies.

## Biografia
Nasce nel New Jersey, ma presto la sua famiglia si trasferì a Missoula, nel Montana. In questi primi anni apprezza i fumetti dei supereroi ma grazie a un viaggio in Francia conosce i fumetti europei come Tintin e Asterix, che influenzeranno il suo stile grafico, come da lui stesso affermato. Si iscrive al college alla Rhode Island School of Design, diplomandosi nel 1991. Si trasferisce quindi a Seattle dove lavora per l'editore di fumetti Fantagraphics, divenendo art director del settimanale The Stranger. Durante questo periodo incomincia a scrivere e a pubblicare in proprio i suoi lavori con la Penny Dreadful Press. Nel 1993 incomincia a realizzare una serie di fumetti a strisce per la rivista The Stranger, che verranno poi raccolte nel 1996 Jar of Fools, che riscuoterà l'acclamazione della critica. Dopo due anni di ricerche, nel 1996 incomincia a realizzare la miniserie in 22 capitoli Berlin, ambientata negli ultimi anni della Repubblica di Weimar; la serie venne pubblicata inizialmente dalla Black Eye Productions fino al 1998, e poi dalla Drawn & Quarterly fino alla conclusione nel 2018. In Italia è stata pubblicata da Coconino Press, aggiudicandosi nel 2019 il premio come miglior serie straniera al Napoli Comicon. A maggio dello stesso anno Lutes arriva in Italia per un tour di presentazioni con Coconino a Milano, al Salone del Libro di Torino e a Roma.

## Opere
Lutes ha pubblicato i suoi lavori in vari formati.

### Serie a fumetti
- Jar of Fools (1994)
- Berlin (1996–2018)

### Serie per bambini
- “The Secret Three” (con Jake Austen, in Nickelodeon Magazine, 1997–1999)
- “Sam Shade” (con Paul Karasik, in Nickelodeon Magazine, 2002–2005)

### Romanzi grafici
- The Fall (with Ed Brubaker) (2001)
- Houdini: The Handcuff King (testi; disegni di Nick Bertozzi, 2007) ISBN 978-0-78683902-5978-0-78683902-5 (2007, Hyperion), ISBN 978-0-78683903-2978-0-78683903-2 (2008, Disney–Hyperion)

### Racconti brevi
- Side Trip (in Dark Horse Presents #125, pp. 23–28, 1997)
- Late Summer Sun (in Drawn and Quarterly: A Picture Story Book (Volume 2, number 6), pp. 31–38, 1997 June, ISBN 1-896597-09-21-896597-09-2)
- We Three Things (solo disegni, testi di Peter Gross; in Vertigo, The Books of Magic, Winter's Edge #2, pp. 35–42, 1998)
- Rules to Live By (in AutobioGraphix, by Dark Horse Comics, 2003).[6]
- Small Explosions (in Rosetta #2, 2004)

### Illustrazioni
- Album cover for Troubled by the Fire (2003), Laura Veirs[7]
- Illustrations for "How Did Economists Get It So Wrong?", Paul Krugman, The New York Times.[8][9]